# Wonderwall Music
| Recensione     | Giudizio |
| -------------- | -------- |
| Piero Scaruffi |          |

Wonderwall Music è una colonna sonora del musicista britannico George Harrison, pubblicato il 1º novembre 1968 dalla Apple Records.

## Descrizione
Il disco rappresenta la prima pubblicazione da solista di Harrison ed è la colonna sonora del film Onyricon (Wonderwall). Nonostante sia stato interamente composto da lui, il musicista non compare mai nell'album: le registrazioni avvennero infatti tra Mumbai, da musicisti indiani, e Londra, da musicisti inglesi; tra questi ultimi compare il gruppo dei Remo Four e, forse, sotto pseudonimo, Eric Clapton e Ringo Starr. Nelle session londinesi i Remo Four registrarono anche il brano In the First Place con la collaborazione e la produzione di Harrison, che sarebbe dovuto apparire nella lista tracce della colonna sonora. Scartata questa possibilità, si optò per una pubblicazione parallela su 7" che avvenne soltanto nel 1999 tramite la Pilar (che commercializzò il singolo anche su CD).
L'album non entrò nelle classifiche britanniche, ma raggiunse il 49º posto in quella statunitense. Nel 1992 venne ristampato su CD con l'aggiunta di un libretto di 12 pagine contenente numerose foto tratte dal film.
Il titolo dell'album, qualche anno dopo (1995), sarà di ispirazione per una canzone degli Oasis, chiamata appunto Wonderwall.

## Tracce
1. Microbes – 3:39
2. Red Lady Too – 1:58
3. Tabla and Pakavaj – 1:04
4. In the Park – 4:05
5. Drilling a Home – 3:08
6. Guru Vandana – 1:02
7. Greasy Legs – 1:27
8. Ski-ing – 1:37
9. Gat Kirwani – 1:15
10. Dream Scene – 5:33
11. Party Seacombe – 4:20
12. Love Scene – 4:15
13. Crying – 1:12
14. Cowboy Music – 1:22
15. Fantasy Sequins – 1:43
16. On the Bed – 1:03
17. Glass Box – 2:15
18. Wonderwall to Be Here – 1:23
19. Singing Om – 1:53